# Anđelka Bego-Šimunić
Anđelka Bego-Šimunić (ur. 23 października 1941 w Sarajewie, zm. 9 lutego 2022 tamże) – kompozytorka pochodzenia chorwackiego z Bośni i Hercegowiny. Wykładała na Akademii Muzycznej w Sarajewie (jęz. boś: Muzička Akademija Univerziteta u Sarajevu lub MAS).

## Życiorys
Studiowała kompozycję w akademii pod kierunkiem Ivana Brkanovicia i Miroslava Špilera, uzyskując tytuł magistra w 1973 roku. Następnie uczyła teorii w średniej szkole muzycznej w Sarajewie. Dołączyła do kadry akademii w 1975 roku, a później została asystentką (1985) i profesorem zwyczajnym akademii. Wśród jej uczniów był m.in. Igor Karača. W latach 1986–1992 była prezeską Związku Kompozytorów Bośniackich (1986-1992) i jedną z głównych organizatorek festiwalu „Dni Twórczości Muzycznej w Bośni i Hercegowinie” (boś. Dani muzičkog stvaralaštva Bosne i Hercegovine).

### Twórczość muzyczna
Jej muzyka jest głównie w stylu neoklasycznym, wykazuje wpływy kompozycji Siergieja Prokofiewa, z elementami neoromantyzmu, zwłaszcza w stylu Ferenca Liszta i wczesnego ekspresjonizmu. Jej utwory sporadycznie nawiązują do bośniackiego folkloru. Komponowała utwory symfoniczne, koncerty, muzykę kameralną, wokalną oraz muzykę na instrumenty solowe. Jej utwory wykonywane były w Holandii, Szwajcarii, Włoszech, Francji i Rosji. Jej pierwsze sukcesy kompozytorskie to dzieło orkiestrowe Allegretto scherzoso (1963) oraz utwór koncertowy na fortepian i orkiestrę (1971), którego prawykonanie wykonała Orkiestra Filharmoniczna RTV Sarajewo pod batutą Radivoja Spasic z solistką Milicą Šnajder.